# Sjönajas
Sjönajas (Najas flexilis) är en dybladsväxtart som först beskrevs av Carl Ludwig von Willdenow, och fick sitt nu gällande namn av Friedrich Wilhelm Rostkovius och W.L.E.Schmidt. Enligt Catalogue of Life ingår Sjönajas i släktet najasar och familjen dybladsväxter, men enligt Dyntaxa är tillhörigheten istället släktet najasar och familjen dybladsväxter. Enligt den finländska rödlistan är arten starkt hotad i Finland. Enligt den svenska rödlistan är arten starkt hotad i Sverige. Arten förekommer i Götaland och Svealand. Artens livsmiljö är näringsrika sjöar. Inga underarter finns listade.

## Bildgalleri

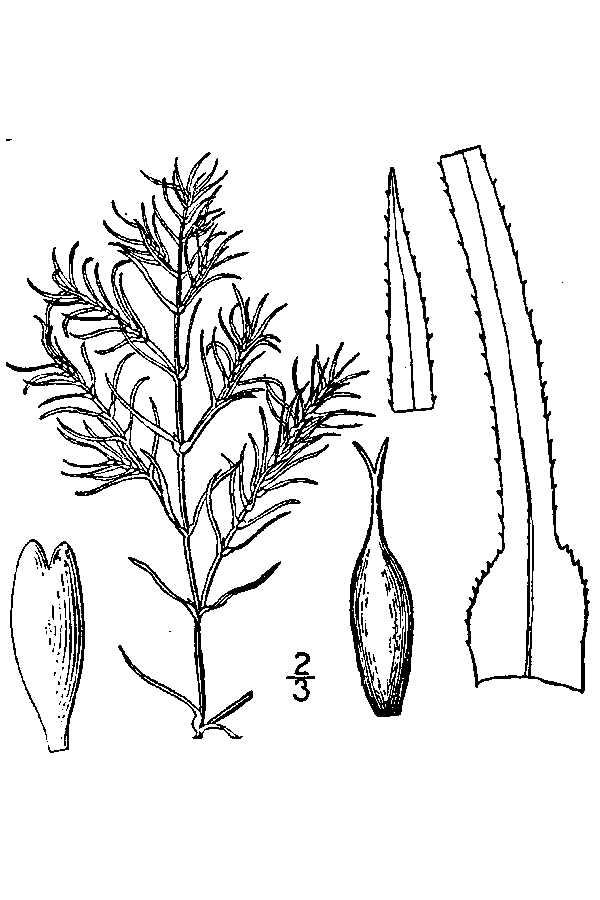